# Protestos no Brasil em 7 de setembro de 2022
Os protestos no Brasil em 7 de setembro de 2022 foram protestos que ocorreram por todo o território nacional durante o bicentenário da Independência do Brasil. Foram marcadas manifestações pelo lado governista e pela oposição ao Governo Jair Bolsonaro.

## Antecedentes
Em convenção partidária e lançamento de sua chapa pela reeleição, o presidente Jair Bolsonaro fez novas críticas ao STF e convocou a população a ir às ruas “pela última vez” no 7 de Setembro. Em referência a ministros do Supremo, afirmou que o “surdos de capa preta” devem ouvir a voz do povo.
| “                | Nós somos a maioria, somos do bem, temos disposição para lutar pela nossa liberdade, pela nossa pátria. Convoco todos vocês agora para que todo mundo no 7 de setembro vá às ruas pela última vez. Vamos às ruas pela última vez! Esses poucos surdos de capa preta têm que entender o que é a voz do povo. Têm que entender que quem faz as leis é o Poder Executivo e Legislativo. Todos têm que jogar dentro das 4 linhas da Constituição. | ” |
| — Jair Bolsonaro | |   |

Os movimentos de rua conservadores definiram a pauta defendida nas manifestações do dia 7 de setembro, convocadas pelo presidente Jair Bolsonaro no ato de lançamento da sua candidatura à reeleição. São quatro pontos: a celebração dos 200 anos de independência do Brasil e a defesa das liberdades; o respeito à democracia e a todas as instituições; a demanda por eleições transparentes; e o amor ao Brasil e à bandeira nacional.
A discordância de conservadores a diversas decisões do Supremo Tribunal Federal (STF) e do Tribunal Superior Eleitoral (TSE) ao longo dos últimos anos já havia elevado a "temperatura" entre apoiadores, e o clima ficou ainda mais acalorado em grupos após a Procuradoria-Geral Eleitoral pedir multa a Bolsonaro por questionar o sistema eleitoral em reunião com embaixadores.
A indignação de uma parcela dos apoiadores provoca em grupos debates que sugerem uma ruptura institucional. Há quem também fale em interpretar o artigo 142 da Constituição Federal de modo que as Forças Armadas atuem como um "Poder Moderador", embora grande parte dos juristas afirmem que o dispositivo não atribui aos militares esse papel em caso de crise entre os poderes.
Temas como esses chegaram ao conhecimento de coordenadores dos movimentos de rua, que trabalharam para fechar uma pauta alinhada com Bolsonaro e a maioria dos conservadores. O sentimento do comitê da campanha e dos organizadores dos atos de 7 de setembro é que a agenda fechada é democrática e tem alto poder de engajamento.
O entendimento dos coordenadores dos movimentos de rua é que todos os quatro pontos estão alinhados com os anseios da maioria da população, sejam apoiadores ou não de Bolsonaro. Os organizadores defendem que a pauta é democrática e afirmam que foi definida a "várias mãos" a fim de engajar a sociedade sem acalorar mais os ânimos.

## Motivos e objetivos

### Lado governista
O lado governista, apoiador do governo do Jair Bolsonaro, preparou manifestações para reivindicação das seguintes pautas:
- Os manifestantes têm a intenção de demonstrar seu apoio ao governo federal e a reeleição do presidente Bolsonaro;
- Celebração dos 200 anos de independência do Brasil;
- Defesa da liberdade;
- Respeito à democracia e a todas as instituições;
- Eleições transparentes;
- Amor ao Brasil e à bandeira nacional.

### Oposição
Sob o mote “A esperança vai vencer o medo”, movimentos populares organizam manifestações em ao menos 24 cidades no país. Segundo a convocatória, o ato – que acontece três dias após manifestações massivas em defesa de Jair Bolsonaro no 7 de setembro.
- Contra a reeleição do presidente Bolsonaro;
- Chamar às ruas “pessoas que acreditam na democracia, na solidariedade, na convivência plural das diferenças, que almejam a superação da fome, do desemprego e da desigualdade”.

## Manifestações
Durante a madrugada, caminhões da Polícia Militar bloquearam o acesso do público à Esplanada dos Ministérios. A região foi isolada, em preparação para o desfile cívico-militar da quarta-feira, com início por volta das 9 horas. Aproximadamente 5 mil pessoas estiveram no ato, incluindo pouco mais de 3 mil integrantes das Forças Armadas.
Pela manhã, o presidente Jair Bolsonaro afirmou que a liberdade e o futuro do país estão em jogo. A declaração foi proferida pouco antes do início do desfile cívico-militar na Esplanada dos Ministérios. “O povo brasileiro está indo às ruas para festejar os 200 anos de Independência e uma eternidade de liberdade”, disse o chefe do Executivo, diante de uma multidão. “O que está em jogo é nossa liberdade e nosso futuro. A população sabe que ela é aquela que dá o norte para nossas decisões”.
Grupos que foram às ruas levaram faixas com ameaças aos ministros do Supremo Tribunal Federal e pedidos de intervenção das Forças Armadas. Algumas tinham mensagens em outros idiomas, como inglês, espanhol e francês, em defesa de uma intervenção das Forças Armadas e dissolução de órgãos do Judiciário (Supremo Tribunal Federal e Tribunal Superior Eleitoral) e do Congresso Nacional. A Constituição Federal de 1988 proíbe intervenção militar sob pretexto de "restauração da ordem".
Na capital federal, Brasília, os grupos favoráveis ao presidente se reuniram no local onde ocorrem as comemorações oficiais do 7 de Setembro. Algumas faixas pediam intervenção militar e diziam que o país vive sob uma "ditadura da toga". Mesmo embaixo de chuva, manifestantes se reuniram na Avenida Paulista em ato a favor do presidente. Muitos manifestantes foram vestidos de verde e amarelo e levaram bandeiras do Brasil. Cartazes em várias línguas com críticas a ministros do STF e pedidos para voto impresso com contagem pública foram levadas para a manifestação. Com presença do presidente, apoiadores de Bolsonaro se reuniram na orla da Praia de Copacabana, no Rio de Janeiro. O evento incluiu exercícios militares, “motociata” e manifestação a favor do presidente da República. Cartazes pediam "acionamento das Forças Armadas" e "limpeza do STF e do TSE". Ao mesmo tempo, os cidadãos organizaram manifestações na Atlântica. O público escolheu o Posto 5 como “marco zero” dos atos. Os organizadores trouxeram trios elétricos e outros carros de som para a via.

## Polêmicas

### Repercussão Internacional
A imprensa internacional repercutiu a cerimônia, em Brasília, em comemoração ao bicentenário da Independência do Brasil e citou a estratégia do presidente Jair Bolsonaro de usar o tradicional desfile militar como um "evento de campanha" para as eleições presidenciais de outubro.
O Washington Post, dos Estados Unidos, também seguiu a mesma linha do veículo espanhol e disse que Bolsonaro "tomou para si a missão de incentivar o patriotismo brasileiro, e cooptou as cores nacionais verde e amarela como suas".
Já a CNN disse que, embora o 7 de Setembro seja um feriado nacional apartidário, "o presidente muitas vezes se refere a isso como um marco importante em sua campanha de reeleição, dizendo aos apoiadores que se preparem para 'dar suas vidas' nesse dia". O site da emissora também classificou a estratégia do brasileiro como "uma escalada de retórica" até para o próprio Bolsonaro.
A agência Reuters, por sua vez, afirmou que o mandatário "misturou" desfiles militares do Dia da Independência com atos de campanha, citando críticas feitas por opositores à gestão dele. A imprensa francesa também abordou as as celebrações do bicentenário da Independência no Brasil, que "se transformaram em um imenso comício eleitoral" de Bolsonaro. "A comemoração, que deveria ser uma grande festa nacional, foi confiscada por Bolsonaro - não o chefe de Estado, mas o candidato. É como se um presidente francês usasse o 14 de Julho para fazer campanha", compara o editorial da emissora RTL. "Bolsonaro chamou seus apoiadores para manifestar e parasitar as celebrações (...). Nem os nossos populistas são tão vulgares quanto Bolsonaro", diz o texto.

O jornal Le Monde acompanhou a movimentação no Rio de Janeiro, transformado em um "imenso comício eleitoral". Caminhões de som incitavam os participantes a "desligar a televisão" porque a "imprensa e as pesquisas mentem". "Neste ano, o presidente se privou de conclamar a ruptura institucional ou contestar a urna eletrônica. Mas seus apoiadores fizeram isso por ele e previam o apocalipse 'se os comunistas' voltarem ao poder", destaca o Libération, também com cobertura no Rio de Janeiro.